# Submachine (серия игр)
Submachine (от англ. Submerged Machine — погружённая машина) — серия флеш Point-and-click квестов, созданная Матеушем Скутником и впервые вышедшая в 2005-м.
Во всех играх предлагается играть за неизвестного персонажа, который просыпается (по-видимому, после некоторого рода амнезии) в новой локации вселенной «Submachine» и должен решать различные головоломки и исследовать окружающую среду, чтобы найти способ сбежать, найти необходимые предметы или выполнить поставленную задачу. В целом, серия была хорошо принята. На текущий момент вышло десять частей основной серии и четыре спин-оффа. Один из спин-оффов был сделан для конкурса Jayisgames, а другой — для веб-сайта группы Future Loop Foundation.
В интервью с Игорем Харди Матеуш Скутник заявил, что «выйдет, по крайней мере, 10 частей основной серии. После этого я не знаю».

## Выпущенные игры

### Основная серия
- Submachine 1: The Basement
- Submachine 2: The Lighthouse
- Submachine 3: The Loop
- Submachine 4: The Lab
- Submachine 5: The Root
- Submachine 6: The Edge
- Submachine 7: The Core
- Submachine 8: The Plan
- Submachine 9: The Temple
- Submachine 10: The Exit

### Игры, не относящиеся к основной серии
- Submachine, оригинальная игра
- iSubmachine, игра для Iphone
- Submachine 2: The Lighthouse (Эскиз)
- Submachine Network Exploration Experience (заявленная Матеушем Скутником как «не игра»)
- Submachine: 32 Chambers
- Submachine Future Loop Foundation
- Submachine Zero: Ancient Adventure

## Сообщество
Серия Submachine привлекла множество фанатов, которые присоединились к форуму Pastel, созданному разработчиком. На этом форуме поклонники развили множество теорий, которые, в связи с нечеткой сюжетной линией, являются главной поддержкой представлению большинства людей о мире Submachine.
Некоторые из этих теорий были включены в инсталляцию — «Submachine Network Exploration Experience». Она была описана Эндрю Плоткиным как «прекрасный способ включить сообщество игроков в […] серию сольных приключениях» в его обзоре на сайте GamesShelf.

## Награды
Серия получила многочисленные награды, включая четыре от Jayisgames:
- Best of Casual Gameplay 2010 — Point-and-Click (для Submachine 7)
- Best of Casual Gameplay 2007 — Point-and-Click (для Submachine 4)
- Best of Casual Gameplay 2009 — Adventure (для Submachine 6)[4]
- Casual Gameplay Design Competition #8 (для Submachine: 32 Chambers)[5].